# Milano-Torino 2017
La Milano-Torino 2017, novantottesima edizione della corsa, valevole come evento dell'UCI Europe Tour 2017 e della Ciclismo Cup 2017, di categoria 1.HC, si svolse il 5 ottobre 2017 su un percorso di 186 km, con partenza da San Giuliano Milanese e arrivo alla Basilica di Superga, in Italia. La vittoria fu appannaggio del colombiano Rigoberto Urán, il quale terminò la gara in 4h24'51", alla media di 42,137 km/h, precedendo il britannico Adam Yates e l'italiano Fabio Aru.
Sul traguardo della Basilica di Superga 103 ciclisti, su 152 partiti da San Giuliano Milanese, portarono a termine la competizione.

## Squadre e corridori partecipanti
| N.    | Cod. | Squadra                         |
| ----- | ---- | ------------------------------- |
| 1-8   | AST  | Astana Pro Team                 |
| 11-18 | ALM  | AG2R La Mondiale                |
| 21-28 | ANS  | Androni-Sidermec-Bottecchia     |
| 31-38 | TBM  | Bahrain-Merida Pro Cycling Team |
| 41-48 | BRD  | Bardiani-CSF                    |
| 51-58 | CDT  | Cannondale-Drapac               |
| 61-68 | COF  | Cofidis                         |
| 71-78 | FDJ  | FDJ                             |
| 81-88 | MOV  | Movistar Team                   |
| 91-98 | NIP  | Nippo-Vini Fantini              |

| N.      | Cod. | Squadra                       |
| ------- | ---- | ----------------------------- |
| 101-108 | ORS  | Orica-Scott                   |
| 111-118 | QST  | Quick-Step Floors             |
| 121-128 | KAT  | Team Katusha-Alpecin          |
| 131-138 | TLJ  | Team Lotto NL-Jumbo           |
| 141-148 | SKY  | Team Sky                      |
| 151-158 | SUN  | Team Sunweb                   |
| 161-168 | TFS  | Trek-Segafredo                |
| 171-178 | UAD  | UAE Team Emirates             |
| 181-188 | WIL  | Wilier Triestina-Selle Italia |

## Ordine d'arrivo (Top 10)
| Pos. | Corridore       | Squadra    | Tempo    |
| ---- | --------------- | ---------- | -------- |
| 1    | Rigoberto Urán  | Cannondale | 4h24'51" |
| 2    | Adam Yates      | Orica      | a 10"    |
| 3    | Fabio Aru       | Astana     | a 20"    |
| 4    | Nairo Quintana  | Movistar   | a 28"    |
| 5    | David Gaudu     | FDJ        | a 31"    |
| 6    | Wout Poels      | Sky        | s.t.     |
| 7    | Daniel Martínez | Wilier     | a 33"    |
| 8    | Thibaut Pinot   | FDJ        | a 35"    |
| 9    | Pierre Latour   | AG2R       | a 43"    |
| 10   | Peter Stetina   | Trek       | a 53"    |